# Список галлюциногенных растений
Галлюциногенные растения (от лат. hallucinatio — «бред», «обман») — это растения, содержащие психоактивные вещества, вызывающие галлюцинации и/или иначе искажающие нормальное восприятие информации мозгом. Для обозначения этого типа растений и препаратов использовались и другие названия: «психодислептики» («вызывающие расщепление психики»), «психотомиметики» («вызывающие состояния, подобные психозам»), «психоделики» (англ. psychedelic plants; термин предложен британским психиатром Хэмфри Осмондом).
Многие из галлюциногенных растений на протяжении нескольких тысяч лет использовались человеком в религиозных целях. Ниже перечислены некоторые растения, содержащие психоактивные и токсичные вещества, вызывающие изменённое состояние сознания.

## Конопля

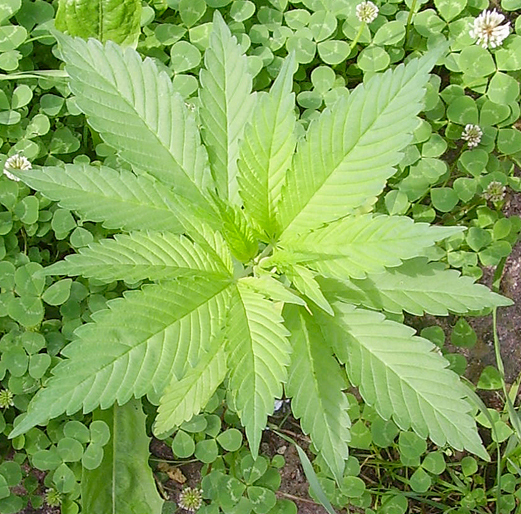
Конопля

Марихуа́на — препарат, содержащий психоактивные вещества каннабиоиды в сушёных частях растений конопли. В природе существует приблизительно 60 каннабиоидов, самый действенный из которых — дельта-9-тетрагидроканнабиол. Существуют три основных вида конопли: Cannabis sativa, Cannabis indica и Cannabis ruderalis, последний содержит крайне малое количество психоактивных веществ. Также существует огромное количество гибридов, сочетающих в себе как сативную часть (sativa), так и индиковую (indica).

## Растения, содержащие триптаминовые психоделики

### Акантовые
(Acanthaceae):
- Фиттония беложильчатая[3] (Fittonia albivenis) декоративное растение происходящее из Южной Америки, содержит неизвестные науке примеси, вызывающие «видение глазных яблок». Оно также используется в медицине для лечения головных болей.*Justicia pectoralis, ДМТ в листьях[4]

### Клёновые
(Aceraceae):
- Клён серебристый (Acer saccharinum) содержит индольный алкалоид грамин (чрезвычайно токсичен) 0,05 % в листьях. Не исключено, что он также содержится в других видах семейства[5].

### Аизовые
Aizoaceae, род Делосперма:
Содержащие DMT и 5-MEO-DMT:
- Delosperma acuminatum[7].

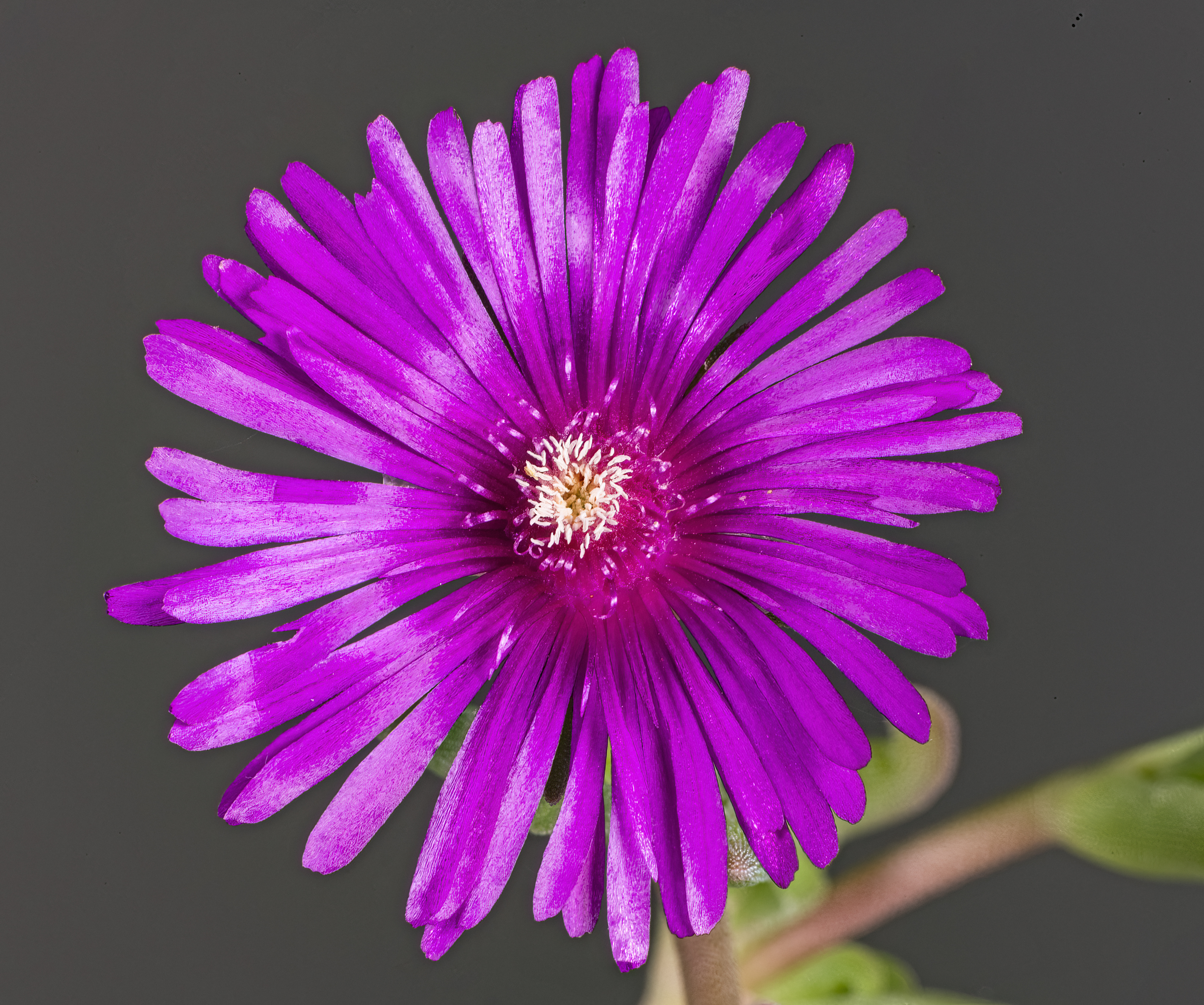

- Делосперма Купера (Delosperma cooperi)[7].
- Delosperma harazianum[7].
- Delosperma lydenbergense[7].
- Delosperma pageanum[7].

Содержащие только DMT:
- - Delosperma ecklonis[7].
  - Delosperma esterhuyseniae[7].
  - Delosperma harazianum (Shibam)[7].
  - Delosperma hirtum[7].

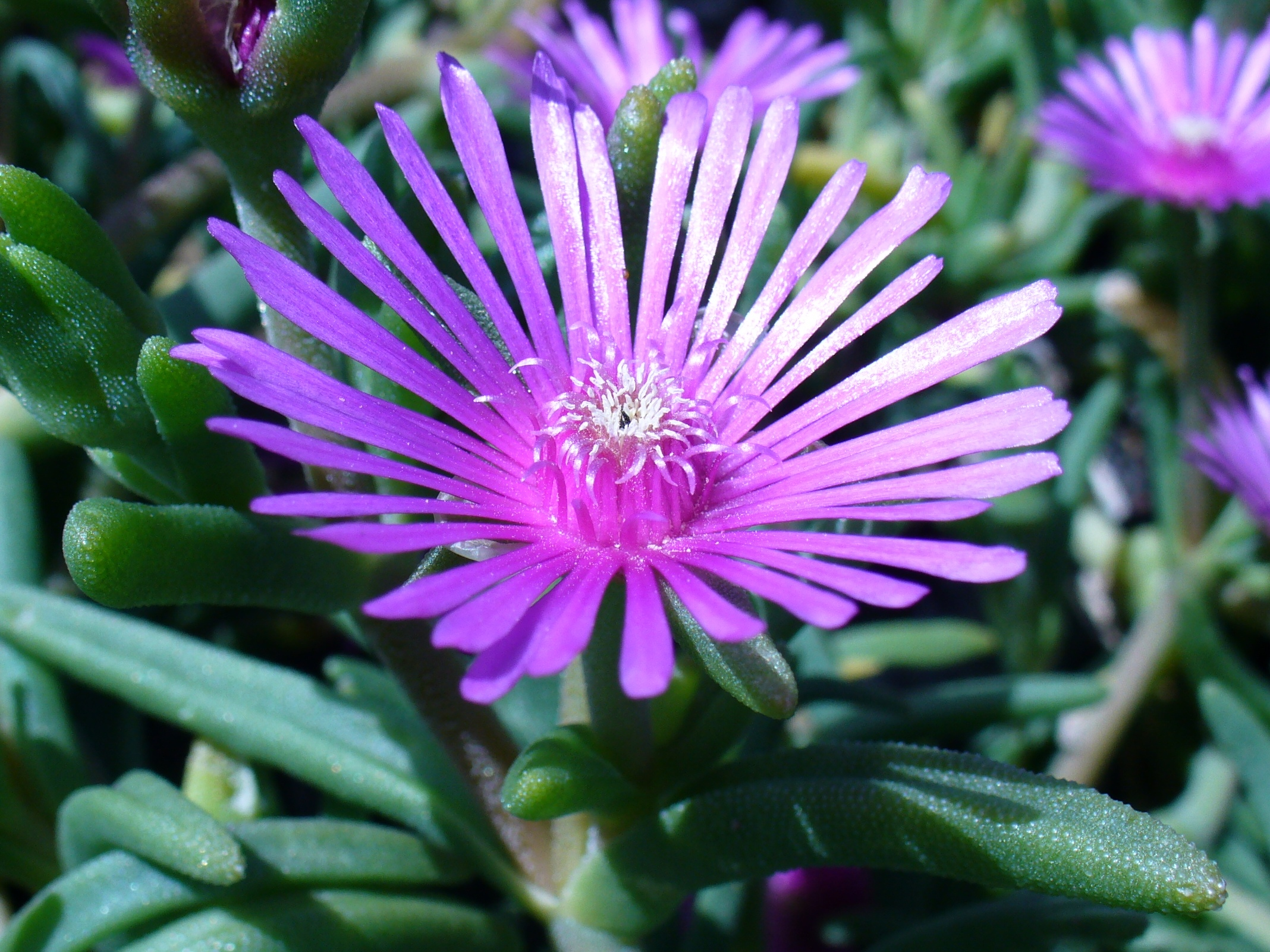

  - Delosperma pergamentaceum (Следы DMT)[7].

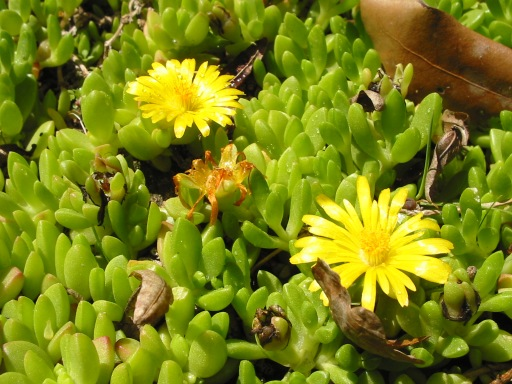

  - Delosperma tradescantioides DMT[7].

Содержащие только 5-MEO-DMT:
- Delosperma hallii[7].
- Delosperma nubigenum[7].

### Кутровые
Apocynaceae:
- Престония амазонская (Prestonia amazonica): DMT[8].
- Воаканга африканская (Voacanga africana): алкалоиды ибоги.

### Бобовые
Fabaceae, Leguminosae:
- Цезальпиниевые (Caesalpinioideae):
  - Petalostylis cassioides: 0.4-0.5 % триптаминов, в листьях и стебле леонурин[неизвестный термин][9].
  - Petalostylis labicheoides, триптамины, в листьях и стебле леонурин[неизвестный термин], ИМАО — 0,5%[10].

### Акация
- Acacia acuminata До 1,5% алкалоидов, в основном триптаминов в листьях[11].
- Acacia alpina — психоактивные вещества в листьях[12].

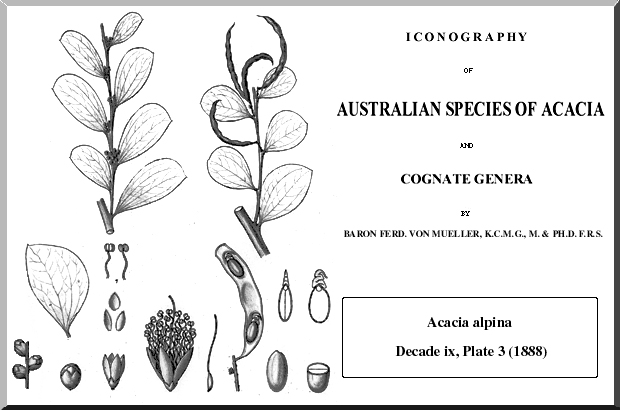

- Acacia angustissima[13][14]

- Acacia aroma Триптаминовые алкалоиды[15] в семенах.[16]

- Acacia auriculiformis 5-MeO-DMT в коре ствола[17]

- Acacia baileyana[18][19]

- Acacia beauverdiana[20] Используется пепел.[21]
- Acacia berlandieri ДМТ, амфетамин, мескалин, никотин[22]

- Acacia catechu DMT[23] и другие триптамины в коре и листьях

- Acacia caven психоактивна[24]

- Acacia chundra DMT и другие триптамины в коре и листьях
- Acacia colei DMT[25]
- Acacia complanata 0,3 % алкалоидов в листьях и стеблях (N-метил-тетрагидрогарман со следами тетрагидрогармана)[26][27][28]
- Acacia confusa DMT и NMT в листьях, стеблях и коре 0,04 % NMT и 0,02 % DMT в стеблях.[29] Также N,N-диметилтриптамин[30]

- Acacia cornigera психоактивен,[24] триптамины[31]

- Acacia cultriformis Триптамины в листьях, стеблях[12] и семенах.[16] Фенэтиламины в листьях и семенах.[16]

- Acacia cuthbertsonii психоактивна[20]
- Acacia decurrens психоактивна,[24] но содержит менее 0,02 % алкалоидов[19]

- Acacia delibrata психоактивна[20]
- Acacia falcata психоактивна,[20] но содержит менее 0,02 % алкалоидов[19]
- Acacia farnesiana Следы 5-MeO-DMT[32] в плодах. ?-метил-фенэтиламин в цветах.[33] Экстрагируют эфиром из сушёных листьев.[34] Есть алколоиды в коре[35] и листьях.[36] Также в дереве находят амфетамины и мескалин.[31]

- Acacia floribunda Триптамины и фенэтиламины[37] в цветах.[16][38][39]
- Acacia georginae психоактивна,[24] смертельные токсины
- Acacia horrida психоактивна[24]

- Acacia implexa психоактивна[40]

- Acacia jurema DMT, NMT
- Acacia karroo психоактивна

- Acacia laeta DMT, in the leaf[12]
- Acacia longifolia 0,2 % триптамин в коре, листьях, немного в цветах, фенэтиламин в цветах,[37] 0,2 % DMT in plant.[41] Гистаминные алкалоиды.[19]

- Acacia longifolia var. sophorae триптамины в листьях, коре[16]
- Acacia macradenia триптамины[16]
- Acacia maidenii 0,6 % NMT и DMT в соотношении 2:3 в коре стебля, оба в листьях[12]

- Acacia mangium психоактивна[24]

- Acacia melanoxylon DMT, в коре и листьях,[42] но менее 0,02 % алколоидов[19]

- Acacia mellifera DMT, в листьях[12]

- Acacia nilotica DMT, в листьях[12]

- Acacia nilotica subsp. adstringens психоактивна, DMT в листьях
- Acacia obtusifolia триптамины,[38] DMT, NMT, другие триптамины,[43] 0.4-0.5 % в высушенной коре, 0,07 % в почках.[44]
- Acacia oerfota менее 0,1 % DMT в листьях,[18][45] NMT
- Acacia penninervis психоактивна[20]
- Acacia phlebophylla 0,3 % DMT в листьях, NMT[12]

- Acacia podalyriaefolia триптамины в листьях,[12] 0,5 % до 2 % DMT в свежей коре, фенэтиламины, следовые количества[37]

- Acacia polyacantha DMT в листьях[12] и другие триптамины в листьях, коре

- Acacia polyacantha ssp. campylacantha Менее 0,2 % DMT в листьях, NMT; DMT и другие триптамины в листьях, коре[46]
- Acacia rigidula DMT, NMT, триптамин, следы амфетаминов, мескалина, никотина и других[47]

- Acacia sassa психоактивна[24]
- Acacia schaffneri ?-метил-фенэтиламин, фенэтиламины[48] амфетамины и мескалин.[31]

- Acacia senegal менее 0,1 % DMT в листьях,[12] NMT, другие триптамины. DMT в теле растения,[33] DMT в коре.[16]

- Acacia seyal DMT, в листьях.[12]
- Acacia sieberiana DMT, в листьях[12]

- Acacia simplex

DMT and NMT, в листьях, стеблях и коре ствола, 0,81 % DMT в коре, MMT
- Acacia tortilis DMT, NMT, и другие триптамины[40]

- Acacia vestita триптамин, в листьях и стеблях,[12] но менее 0,02 % алколоидов[19]
- Acacia victoriae триптамины[38], 5-MeO-alkyltryptamine[16]
- Albizia inundata листья содержат DMT.[24]

Виды акации почти без психоактивных веществ:
- Acacia acinacea
- Acacia baileyana
- Acacia decurrens
- Acacia dealbata
- Acacia mearnsii
- Acacia drummondii
- Acacia elata
- Acacia falcata
- Acacia leprosa
- Acacia linearis
- Acacia melanoxylon
- Acacia pycnantha
- Acacia retinodes
- Acacia saligna
- Acacia stricta
- Acacia verticillata
  - робиния ложноакациевая содержит в листве таннины
    - Acacia vestita

### Прочие
- Anadenanthera colubrina
- Anadenanthera peregrina
- Desmanthus illinoensis
- Desmanthus leptolobus
- Desmodium caudatum
- Desmodium gangeticum
- Desmodium gyrans (Codariocalyx motorius)
- Desmodium racemosum
- Desmodium triflorum
- Desmodium pulchellum (Phyllodium pulchellum)
- Lespedeza capitata
- Lespedeza bicolor
- Mimosa ophthalmocentra
- Mimosa scabrella
- Mimosa somnians
- Mimosa tenuiflora
- Mimosa verrucosa
- Mucuna pruriens
- Petalostylis casseoides
- Petalostylis labicheoides

Fabaceae:
- Erythrina flabelliformis и другие

Lauraceae:
- Nectandra megapotamica

Malpighiaceae:
- Diplopterys cabrerana

Myristicaceae (Nutmeg):
- Horsfieldia superba
- Iryanthera macrophylla
- Iryanthera ulei
- Osteophloem platyspermum

Virola genus:
- Virola calophylla
- Virola callophylloidea
- Virola carinata
- Virola cuspidata
- Virola divergens
- Virola melinonii
- Virola multinervia
- Virola pavonis
- Virola peruviana
- Virola rufula
- Virola sebifera
- Virola surinamensis
- Virola venosa

Ochnaceae:
- Testulea gabonensis
- Genus Pandanus (Screw Pine)

Poaceae (Gramineae):
- Arundo donax
- Phalaris aquatica
- Phalaris arundinacea
- Phalaris brachystachys
- Phragmites australis

Не психоактивны:
- Phalaris californica
- Phalaris canariensis
- Phalaris minor
- гибриды P. arundinacea и P. aquatica

Polygonaceae:
- Erigonum

Punicaceae:
- Punica granatum

Rubiaceae family:
- Psychotria carthagenensis
- Psychotria expansa
- Psychotria forsteriana
- Psychotria insularum
- Psychotria poeppigiana
- Psychotria rostrata
- Psychotria rufipilis
- Psychotria viridis

Rutaceae family:
- Dictyoloma incanescens
- Dutaillyea drupacea
- Dutaillyea oreophila
- Tetradium ruticarpum (Evodia rutaecarpa)
- Limonia acidissima
- Melicope leptococca
- Pilocarpus organensis
- Vepris ampody
- Zanthoxylum arborescens
- Zanthoxylum procerum

Urticaceae:
- Urtica pilulifera

## Индольные
Acoraceae:
- Acorus calamus

Cactaceae:
- Echinopsis lageniformis (Trichocereus bridgesii)
- Echinopsis pachanoi (Trichocereus pachanoi)
- Echinopsis spachiana (Trichocereus spachianus)
- Lophophora williamsii (Пейотль)
- Opuntia acanthocarpa
- Opuntia basilaris
- Opuntia cylindrica (Austrocylindropuntia cylindrica)
- Opuntia echinocarpa (Cylindropuntia echinocarpa)
- Opuntia spinosior (Cylindropuntia spinosior)
- Echinopsis macrogona (Trichocereus macrogonus)
- Echinopsis peruviana (Trichocereus peruvianus)
- Echinopsis tacaquirensis (Trichocereus taquimbalensis)
- Echinopsis terscheckii (Trichocereus terscheckii, Trichocereus werdemannianus)
- Echinopsis valida

### Бета-карболины
См. аяуаска и ИМАО.
Apocynaceae:
- Amsonia tabernaemontana
- Aspidosperma exalatum
- Aspidosperma polyneuron
- Apocynum cannabinum
- Ochrosia nakaiana
- Pleicarpa mutica

Bignoniaceae:
- Newbouldia laevis

Calycanthaceae:
- Calycanthus occidentalis

Chenopodiaceae:
- Hammada leptoclada
- Kochia scoparia

Combretaceae:
- Guiera senegalensis

Cyperaceae:
- Carex brevicollis
- Carex parva

Elaeagnaceae:
- Elaeagnus angustifolia
- Elaeagnus commutata
- Elaeagnus hortensis
- Elaeagnus orientalis
- Elaeagnus spinosa
- Hippophae rhammoides
- Shepherdia argentea
- Shepherdia canadensis

Gramineae:
- Arundo donax
- Festuca arundinacea
- Lolium perenne (Perennial Ryegrass)
- Phalaris aquatica
- Phalaris arundinacea

Lauraceae:
- Nectandra megapotamica

Leguminosae:
- Acacia baileyana
- Acacia complanata
- Burkea africana
- Desmodium gangeticum
- Desmodium gyrans
- Desmodium pulchellum
- Petalostylis labicheoides
- Prosopis nigra
- Shepherdia pulchellum

Loganiaceae:
- Strychnos melinoniana
- Strychnos usambarensis

Malpighiaceae:
- Banisteriopsis argentia
- Banisteriopsis caapi
- Banisteriopsis inebrians
- Banisteriopsis lutea
- Banisteriopsis metallicolor
- Banisteriopsis muricata
- Diplopterys cabrerana
- Cabi pratensis
- Callaeum antifebrile (Cabi paraensis)

Myristicaceae:
- Gymnacranthera paniculata
- Horsfieldia superba
- Virola cuspidata
- Virola rufula
- Virola theidora

Ochnaceae:
- Testulea gabonensis

Palmae:
- Plectocomiopsis geminiflorus

Papaveraceae:
- Meconopsis horridula
- Meconopsis napaulensis
- Meconopsis panuculata
- Meconopsis robusta
- Meconopsis rudis
- Papaver rhoeas

Passifloraceae:
- Passiflora actinea
- Passiflora alata
- Passiflora alba
- Passiflora bryonoides
- Passiflora caerulea
- Passiflora capsularis
- Passiflora decaisneana
- Passiflora edulis
- Passiflora eichleriana
- Passiflora foetida
- Passiflora incarnata
- Passiflora quadrangularis
- Passiflora ruberosa
- Passiflora subpeltata
- Passiflora warmingii

Polygonaceae:
- Calligonum minimum
- Leptactinia densiflora
- Ophiorrhiza japonica
- Pauridiantha callicarpoides
- Pauridiantha dewevrei
- Pauridiantha lyalli
- Pauridiantha viridiflora
- Simira klugii
- Simira rubra

Rubiaceae:
- Borreria verticillata
- Leptactinia densiflora
- Nauclea diderrichii
- Ophiorrhiza japonicacarbolines
- Pauridiantha callicarpoides
- Pauridiantha dewevrei
- Pauridiantha yalli
- Pauridiantha viridiflora
- Pavetta lanceolata
- Psychotria carthagenensis
- Psychotria viridis
- Simira klugii
- Simira rubra
- Uncaria attenuata
- Uncaria canescens
- Uncaria orientalis

Rubiaceae (Rutaceae):
- Tetradium (syn. Evodia):
- Melicope leptococca
- Araliopsis tabouensis
- Findersia laevicarpa
- Xanthoxylum rhetsa

Sapotaceae:
- Chrysophyllum lacouritianum

Simaroubaceae:
- Ailanthus malabarica
- Perriera madagascariensis
- Picrasma ailanthoides
- Picrasma crenata
- Picrasma excelsa
- Picrasma javanica

Solanaceae:
- Vestia foetida (Syn V. lycioides)

Symplocaceae:
- Symplocos racemosa

Tiliaceae:
- Grewia mollis

Zygophyllaceae:
- Fagonia cretica
- Nitraria schoberi
- Peganum harmala (Syrian Rue)
- Peganum nigellastrum
- Tribulus terrestris
- Zygophyllum fabago

## Другие психоделические растения
- Salvia divinorum — сальвинорин А
- Argyreia nervosa — эргин
- Nymphaea caerulea — апорфин
- Leonotis leonurus — леонурин
- Leonotis nepetifolia — леонурин
  - полынь горькая — туйон в цветах и листочках
    - Calea zacatechichi

Apocynaceae:
- Catharanthus roseus
- Vinca minor

Aquifoliaceae:
- Ilex guayusa

Euphorbiaceae:
- Alchornea floribunda — йохимбин

Loganaceae:
- Desfontainia spinosa

Lythraceae:
- Heimia myrtifolia
- Heimia salicifolia

### ЛСА
Convolvulaceae:
- Ipomoea tricolor и Ipomoea violacea — ЛСА
- Rivea corymbosa — ЛСА, лизергол

Некоторые виды Mirabilis

### Ибогаин
- Tabernanthe iboga
- Tabernanthe orientalis
- Tabernanthe pubescens
- Tabernaemontana
- Trachelospermum jasminoides